# Visolaje
Visolaje (hongrois : Viszolaj) est un village de Slovaquie situé dans la région de Trenčín.

## Histoire
La première mention écrite du village date de 1327.

## Démographie

### Évolution de la population
| Année:               | 1994. | 2004.   | 2014.   | 2024.   |
| -------------------- | ----- | ------- | ------- | ------- |
| Nombre de personnes: | 908   | 947     | 911     | 960     |
| Différence:          |       | +4,29 % | -3,80 % | +5,37 % |

| Année:               | 2023. | 2024.   |
| -------------------- | ----- | ------- |
| Nombre de personnes: | 981   | 960     |
| Différence:          |       | -2,14 % |